# ماتياس أوغدن
ماتياس أوغدن (بالإنجليزية: Matthias Ogden)‏ هو سياسي أمريكي، ولد في 22 أكتوبر 1754 في إليزابيث في الولايات المتحدة، وتوفي بنفس المكان في 31 مارس 1791.